# Rio Kanawha
O Rio Kanawha (em inglês:  Kanawha River) é um afluente do rio Ohio e fica localizado no estado da Virgínia Ocidental, nos Estados Unidos. É formado pela junção dos rios  New e Gauley, na cidade de Gauley Bridge, a 56 km de Charleston. Daí, flui normalmente na direcção Noroeste num percurso de 156 km, até desaguar no rio Ohio na cidade de Point Pleasant.
Para além dos rios New e Gauley que o formam, o Kanawha recebe ainda caudal dos afluentes:
- rio Elk
- rio Coal
- rio Pocatalico